# Bull Creek (Missouri)
Pour les articles homonymes, voir Bull Creek.
Bull Creek est un village situé au centre-ouest du comté de Taney, dans le Missouri, aux États-Unis,. Il est incorporé en 1993.

## Démographie
Lors du recensement de 2010, le village comptait une population de 603 habitants. Elle est estimée, en 2017, à 650 habitants.

### Source de la traduction
- (en) Cet article est partiellement ou en totalité issu de l’article de Wikipédia en anglais intitulé « Bull Creek, Missouri » (voir la liste des auteurs).